# Nenad Đorđević
Nenad Đorđević (Paraćin, 1979. augusztus 7. –) szerb válogatott labdarúgó.
A szerb válogatott tagjaként részt vett a 2006-os világbajnokságon.

## Statisztika
| Szerb válogatott | Szerb válogatott | Szerb válogatott |
| Időszak          | Mérk.            | gól              |
| ---------------- | ---------------- | ---------------- |
| 2002             | 2                | 0                |
| 2003             | 6                | 0                |
| 2004             | 3                | 0                |
| 2005             | 3                | 1                |
| 2006             | 3                | 0                |
| Összesen         | 17               | 1                |